# Prince of Persia 3D
Prince of Persia 3D (с англ. — «Принц Персии 3D») — компьютерная игра из серии Prince of Persia в жанре приключенческого экшена от третьего лица, совмещающая акробатический платформер с головоломками и поединками один на один.
Prince of Persia 3D разработана калифорнийской студией Red Orb Entertainment, игровым подразделением компании Brøderbund, и издана The Learning Company в 1999 году для персональных компьютеров под управлением Windows 95/98. К работе над проектом в качестве консультанта по геймдизайну был привлечён Джордан Мекнер, создатель оригинального «Принца Персии» 1989 года.
Несмотря на длительный производственный цикл, занявший более двух лет, Prince of Persia 3D в итоге была выпущена в продажу незавершённой, минуя надлежащий контроль качества, что крайне негативно сказалось на судьбе проекта.
Игровой процесс, ознаменовавшийся переходом в трёхмерное пространство, не привнёс других принципиальных нововведений в серию, что вызвало волну негодования в игровой общественности. Прозванная прессой клоном Tomb Raider, Prince of Persia 3D, помимо упрёков во вторичности геймплея, также подверглась резкой критике из-за неудобной виртуальной камеры и неотзывчивого управления, а также слабого ИИ и большого количества программных ошибок. Кроме того, нарекания некоторых рецензентов вызвали и устаревшая графика вкупе с относительно высокими системными требованиями игры. К достоинствам проекта, хотя и не безоговорочно, были причислены реалистичная анимация персонажей; колоритный сеттинг, выдержанный в духе сказок «Тысячи и одной ночи»; видеоролики и саундтрек.
В 2000 году игра была портирована компанией Avalanche Software на приставку Dreamcast и издана Mattel Interactive эксклюзивно на территории Северной Америки под названием Prince of Persia: Arabian Nights. Запланированный порт для PlayStation не состоялся.
В 2002 году Prince of Persia 3D, права на которую ныне принадлежат Ubisoft, была переиздана компанией в рамках линейки Super Savings. Но каких бы то ни было попыток по доработке игры не предпринималось.
Как и предыдущие части серии, Prince of Persia 3D в России официально не издавалась. Русские версии игры, распространявшиеся на территории СНГ, являлись пиратскими локализациями таких компаний как «XXI век», «Русский проект», «7-й волк», City, Web Collection, «Фаргус» и др.

## Геймплей и сюжет
В жанровом отношении Prince of Persia 3D представляет собой приключенческий экшен с видом от третьего лица. Виртуальная камера, центрированная на персонаже, автоматически следует за протагонистом, обеспечивает вид из-за спины. Главенствующую роль в игровом процессе занимает акробатика, необходимая для преодоления многочисленных «платформерных» препятствий и ловушек, представленных в виде колющих и режущих механизмов.
Геймплей предполагает последовательное прохождение уровней. Головоломки базируются на противовесах, рычажных механизмах и нажимных плитах.
Показатель здоровья можно восполнить при помощи волшебных зелий, которые периодически встречаются в игре в небольших сосудах. Помимо целебных свойств некоторые эликсиры придают ту или иную магическую способность.

### Предыстория
Prince of Persia 3D является заключительной частью классической трилогии и сиквелом второй игры серии, The Shadow and the Flame.
Сюжет предыдущей игры завершается клиффхэнгером: старая ведьма наблюдает сквозь магический кристалл за воссоединившейся парой. По замыслу Мекнера, колдунья должна была стать главным антагонистом следующей части и архизлодеем всей трилогии. Prince of Persia 3D не следует авторскому канону, а является, по сути, ремейком оригинальной игры 1989 года, вновь эксплуатируя тему узурпации и похищения принцессы.
В центре повествования Prince of Persia 3D, разворачивающегося спустя некоторое время после событий второй части игры, — продолжение истории о безымянном Принце, который неожиданно для себя вновь оказывается втянутым в государственный переворот. Деспотичный король Ассан, младший брат персидского султана, узнаёт, что тот выдал свою дочь замуж за Принца. Выясняется, что много лет назад братья заключили договор, согласно которому султанская дочь, достигнув совершеннолетия, должна была породниться с королевским сыном Рагнором.

### Боевая система
В начале игры Принц предстаёт безоружным узником, но по мере прохождения ему становятся доступны меч, парные клинки и обоюдоострый посох, каждый из которых имеет свои преимущества и недостатки. Так, посох уступает мечу в манёвренности, но превосходит его по силе удара и радиусу действия, а наличие двух ударных концов даёт возможность быстро повторить заблокированную атаку.
Бои с противниками в Prince of Persia 3D чётко отделены от «прохожденческой» части игры. Как только герой вынимает оружие ближнего боя из ножен и принимает боевую стойку, эмбиентная фоновая музыка сменяется на жёсткую и динамичную, а камера, облетев героя под прямым углом, показывает соперников в профиль. Во время поединка игроку доступны три атакующих удара — по центру, слева, справа — и защитный блок.

### Уровни

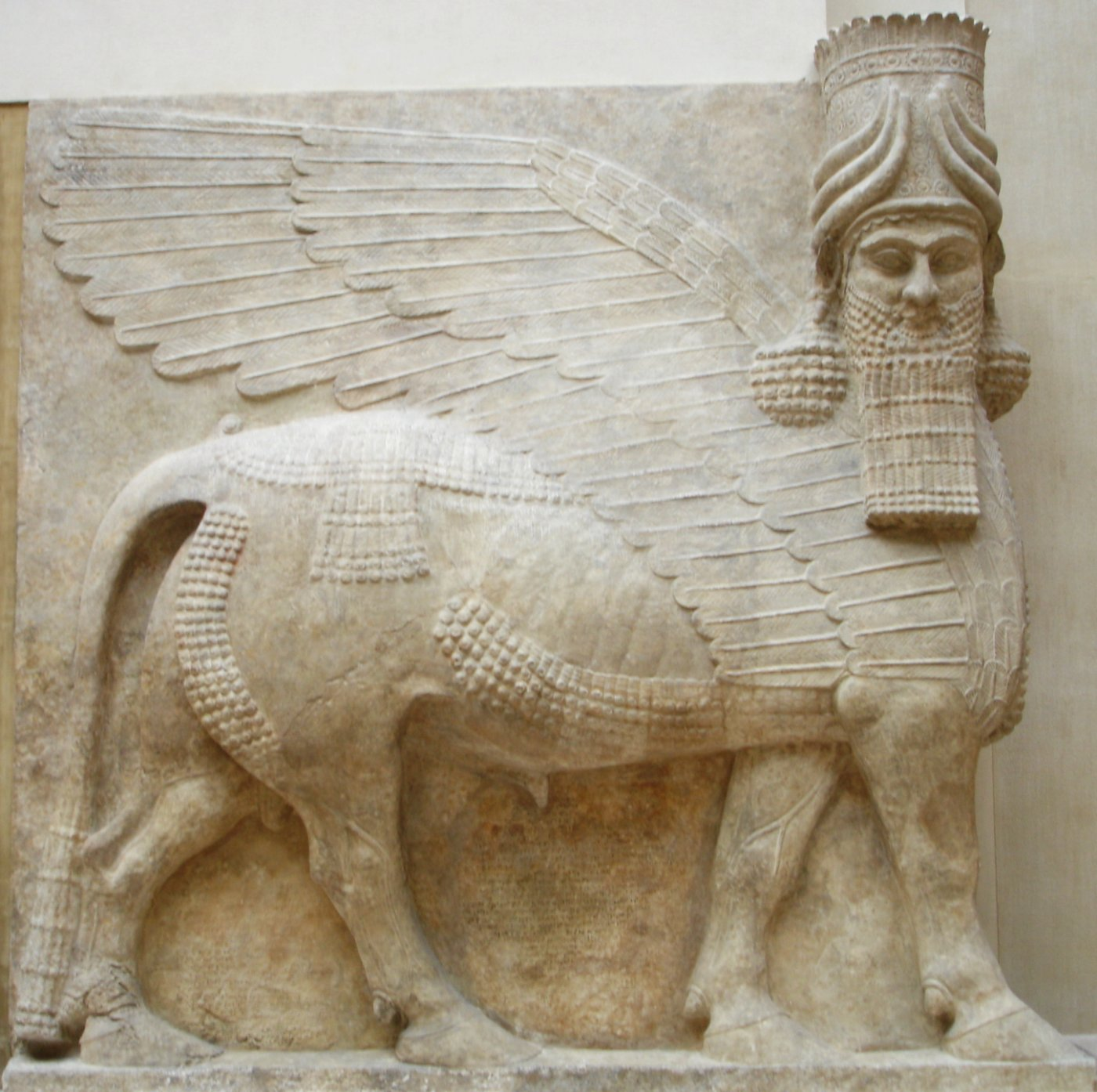
Мифическое существо шеду, на котором герой перелетает море

Игра состоит из 17 изолированных друг от друга уровней.
Вырвавшись из заключения и раздобыв оружие, Принцу предстоит предпринять опасное путешествие по враждебному миру средневековой Персии и за её пределами, чтобы спасти свою возлюбленную из заточения.
1. Темница
2. Башня из слоновой кости
3. Цистерна
4. Дворец (ч. 1)
5. Дворец (ч. 2)
6. Дворец (ч. 3)

1. Крыши
2. Улицы и доки
3. Нижний дирижабль (ч. 1)
4. Нижний дирижабль (ч. 2)
5. Верхний дирижабль
6. Дирижабль (финал)

1. Парящие руины
2. Утёсы
3. Храм Солнца
4. Храм Луны
5. Финал

## Разработка и выпуск
| Системные требования    | Системные требования                                    | Системные требования                                    |
| ----------------------- | ------------------------------------------------------- | ------------------------------------------------------- |
|                         | Рекомендации                                            |                                                         |
| Wintel                  |                                                         |                                                         |
| ОС                      | Windows 95/98 (многозадачность не рекомендуется)        | Windows 95/98 (многозадачность не рекомендуется)        |
| ЦПУ                     | Pentium 300 МГц с поддержкой MMX                        | Pentium 300 МГц с поддержкой MMX                        |
| Объём ОЗУ               | 64 МБ                                                   | 64 МБ                                                   |
| Место на диске          | 300 МБ                                                  | 300 МБ                                                  |
| Информационный носитель | CD-ROM                                                  | CD-ROM                                                  |
| Видеокарта              | 3D-ускоритель с 8 МБ памяти, совместимый с DirectX 6.0+ | 3D-ускоритель с 8 МБ памяти, совместимый с DirectX 6.0+ |
| Дисплей                 | 800 × 600, 16-бит                                       | 800 × 600, 16-бит                                       |
| Звуковая плата          | Совместимая с DirectX 6.0+                              | Совместимая с DirectX 6.0+                              |

Во второй половине 1990-х годов в индустрии компьютерных игр прочно укрепилась мода на 3D. На этом технологическом веянии был поднят вопрос о возрождении классического платформера Джордана Мекнера в 3D.
Предварительная стадия разработки игры была начата в апреле 1996 года. Идейным вдохновителем и руководителем проекта выступил Эндрю Педерсен (Andrew Pedersen), давний поклонник и продюсер оригинальной игры серии, выразивший явную заинтересованность в возрождении классического платформера в 3D, которое могло бы достойно продолжить традиции оригинала и, используя современные технологии, установить новую планку качества. Педерсен связался с Джорданом Мекнером, чтобы обсудить возможность создания третьей части «Принца Персии» в полноценном 3D. Мекнер с энтузиазмом отнёсся к начинанию и согласился принять участие в разработке.
Обдумывая концепцию будущей игры, разработчики рассматривали различные варианты геймплея, один из которых, в частности, предполагал упор на боевую составляющую с применением заклинаний и наличием развитой инвентарной системы. Продюсер сплотил вокруг себя коллектив единомышленников, часть из которых работала над оригинальными играми, и заручился поддержкой Джордана Мекнера.
Основной этап разработки стартовал в марте 1997 года. Особое значение уделялось созданию реалистичной анимации, которой прославилась первая игра серии. Разработчики отказались от использования традиционного захвата движения в пользу более гибкой технологии — Motivate Intelligent Digital Actor System, лицензированной у компании The Motion Factory.
Основной штат разработчиков составил 20 человек. Чтобы достоверно воссоздать Персию XII века, визуальный дизайнер игры Крис Грун (англ. Chris Grun) углубился в изучение соответствующей эпохи в истории Ирана, и это предоставило богатый выбор художественных решений. На работу Груна также оказали влияние иллюстрации к сказкам «Тысячи и одной ночи», выполненные художниками начала XX века Каем Нильсеном и Эдмундом Дюлаком.
Источниками вдохновения для разработчиков послужили такие игры, как Soul Edge, Tomb Raider, Another World, Heretic II, Thief: The Dark Project, Quake.
«Библиотечный» сеттинг четвёртого уровня создан под влиянием романа Умберто Эко «Имя розы», в котором фигурирует таинственное монастырское книгохранилище, расположенное в верхнем этаже высокой постройки.
В 1998 году в ходе разработки игры крупнейший производитель образовательного программного обеспечения The Learning Company приобрёл Brøderbund, дочерним обществом которой являлась Red Orb Entertainment. Политика нового руководства привела к масштабной реорганизации, в ходе которой уже в течение первого года было уволено около 40 % сотрудников поглощённой компании. Команда, работавшая над Prince of Persia 3D, избежала роспуска, но была поставлена в жёсткие временны́е и бюджетные рамки.
Работа над проектом долгое время держалась в секрете, и только в апреле 1998 года Red Orb Entertainment анонсировала Prince of Persia 3D. Презентация игры состоялась позднее на выставке E3. В сентябре того же года Prince of Persia 3D демонстрировалась и на лондонской ECTS. Компания позиционировала Prince of Persia 3D как приключенческий экшен в реальном времени, выделяя среди достоинств игры плавную, реалистичную анимацию; простую в управлении, но продуманную боевую систему. Зарубежная пресса и сами разработчики прочили несомненный успех предстоящей игре. Педерсен заявил, что поклонники серии сойдут с ума от восторга.

## Критические отзывы
| Сводный рейтинг             | Сводный рейтинг                            | Сводный рейтинг                            |
| Издание                     | Оценка                                     | Оценка                                     |
| Издание                     | Dreamcast                                  | PC                                         |
| --------------------------- | ------------------------------------------ | ------------------------------------------ |
| GameRankings                | 61,20 %                                    | 64,20 %                                    |
| MobyRank                    | 57 %                                       | 70 %                                       |
| Иноязычные издания          |                                            |                                            |
| Издание                     | Оценка                                     | Оценка                                     |
| Издание                     | Dreamcast                                  | PC                                         |
| AllGame                     | [ 31 ]                                     | [ 32 ]                                     |
| CGM                         |                                            | [ 33 ]                                     |
| CGW                         |                                            | [ p 8 ]                                    |
| CVG                         |                                            | 3/10                                       |
| Edge                        |                                            | 5/10                                       |
| GamePro                     |                                            | [ p 3 ]                                    |
| GameRevolution              |                                            | C-                                         |
| GameSpot                    |                                            | 6/10                                       |
| IGN                         | 7,1/10                                     | 8,2/10                                     |
| PC Accelerator              |                                            | 3/10                                       |
| PC Gamer (UK)               |                                            | 84 %                                       |
| PC Gamer (US)               |                                            | 70 %                                       |
| PC PowerPlay                |                                            | 65 %                                       |
| PC Zone                     |                                            | 31 %                                       |
| The Adrenaline Vault        |                                            | [ 3 ]                                      |
| CNET Gamecenter             |                                            | 3/10                                       |
| Just Adventure              |                                            | B+                                         |
| NextGen                     |                                            | [ p 14 ]                                   |
| DC Swirl                    | [ 41 ]                                     |                                            |
| GamerWeb                    | 6,5/10                                     |                                            |
| Official Dreamcast Magazine | 3/10                                       |                                            |
| Русскоязычные издания       |                                            |                                            |
| Издание                     | Оценка                                     | Оценка                                     |
| Издание                     | Dreamcast                                  | PC                                         |
| Absolute Games              |                                            | 65 %                                       |
| Game.EXE                    |                                            | [ p 16 ]                                   |
| «Игромания»                 |                                            | 7/10                                       |
| «НИМ»                       |                                            | 5,8/10                                     |
| «Страна игр»                |                                            | 8/10                                       |
| Хакер                       |                                            | Слабо                                      |
| Награды                     |                                            |                                            |
| Издание                     | Награда                                    | Награда                                    |
| PC Accelerator              | Худшая однопользовательская игра 1999 года | Худшая однопользовательская игра 1999 года |

Средняя оценка игры, выведенная агрегатором MobyGames на основании 37 рецензий, составила 70 баллов из 100. Однако, несмотря на сравнительно высокий обобщённый рейтинг, Prince of Persia 3D стоит особняком среди остальных игр франшизы, являясь во многих отношениях самой провальной частью серии. Джордан Мекнер впоследствии заявлял, что не воспринимает Prince of Persia 3D как часть серии.
В предварительных обзорах прессы неоднократно обращалось внимание на сходство Prince of Persia 3D с Tomb Raider и в конечном счёте сопоставления и противопоставления этих двух игр стали общим местом в критических отзывах.

### Зарубежная пресса
— Ещё на раннем этапе работы над игрой следовало бы задаться очевидным вопросом, не получится ли в итоге Tomb Raider в тюрбане и мешковатых штанах.
Обозреватель сайта IGN Трент Уорд во вступлении к рецензии расценил выход игры как «событие, которое для истинных гиков сродни Второму пришествию».

### Российская пресса
«Из „Принца“ сделали… „Лару“ — вот вам печальный, позорный факт» — такими словами предваряет обзор демоверсии игры Александр Башкиров, рецензент журнала Game.EXE. Разочарованный критик выразил мнение, что игровая механика старого «Принца Персии», несмотря на заверения разработчиков, оказалась чужда трёхмерной графике и современным тенденциям. С появлением полной версии игры критик, однако, пересмотрел своё отношение в лучшую сторону: «Спасибо отвратительному „дворцовому“ этапу, с воодушевлением представленному в недодеме, за раннее отвращение, — пояснил Башкиров, — но постепенно до тебя всё же доходит, во что ты на самом деле играешь». Рецензент, в итоге присудивший игре 4 балла из 5, заметил, что в Prince of Persia 3D за внешним, условным сюжетом кроется почти безукоризненный режиссёрский сценарий. Рядовые бои с противниками, «лишёнными даже зачатков какого-либо интеллекта», рецензент охарактеризовал как «дешёвую показуху», но привёл и исключения, сославшись, в частности на ассасина, нападающего на протагониста на третьем уровне: «На высоком уровне сложности гражданин напротив устроит вам такой сеанс фехтования, что мало не покажется».
Обозреватель журнала «Страна игр» Вячеслав Назаров оценил Prince of Persia 3D в 8 баллов из 10, особо выделив яркую графику и ближневосточный колорит игры, окунающий в мир сказок «Тысячи и одной ночи»: «Роскошные дворцы султанов, мрачные подземелья, таинственные храмы и неприступные крепости — всё отражает культуру аравийского полуострова и прилегающих окрестностей». Также рецензент остался под впечатлением от уровня проработки анимации, благодаря чему игровые персонажи органично смотрятся в любой ситуации: «В итоге мы получаем целый мир, в котором населяющие его существа двигаются в полном соответствии с окружающей обстановкой…». В качестве недостатка, хотя и несущественного, автор статьи привёл неудобную систему сохранения. В заключение статьи Назаров сделал оптимистичный вывод:

Глядя на Prince of Persia 3D, я вспоминаю свою далёкую молодость и вижу, что это именно та игра, которую ждали все. Великолепная графика, приятный сюжет и игровой процесс, захватывающий сразу и навсегда, делают её одним из самых лучших проектов уходящего года.— «Страна игр»
Рецензенты остальных отечественных изданий приняли игру более сдержанно. Алан Берновский («Игромания»), подвергнув критике неотзывчивое управление и камеру, пожаловался на особенное неудобство при передвижении в воде: «Плавающий персонаж в сочетании с плавающей камерой, да ещё с управлением, один в один перенесённым из Tomb Raider, обнаруживает нездоровую тенденцию плыть куда угодно, но не туда, куда надо». В качестве другого значимого недостатка критик указал на низкокачественные модели персонажей, которые выглядят как «существа с плоскими мордами и состоящие из сплошных углов». «Да и соображают эти ребятки не лучше, чем выглядят, — добавляет автор. — Стоит отбежать на десять шагов от размахивающего мечом болвана, и можешь чувствовать себя в абсолютной безопасности». Из плюсов Берновский отметил вступительную заставку, назвав её настоящим произведением искусства, звуковое сопровождение и музыку, удачно стилизованную под восточные мотивы. Подытоживая свои замечания, Берновский пришёл к двойственному выводу:

В общем, если вы никогда не играли в Prince of Persia, то у вас есть шанс соприкоснуться с остатками былой роскоши. Если же воспоминания о POP вам дороги как память, то лучше и не смотрите. Расстроитесь. Пусть лучше будет мёртвая легенда, чем живой провал.— «Игромания»
В ретроспективном обзоре журнала «Лучшие компьютерные игры» за июль 2008 года, посвящённом франшизе Prince of Persia, третья игра серии была раскритикована главным образом за слабую графику, «отвратительную даже по меркам 1999 года», и однообразный геймплей. «То, что началось ещё в „Тени и пламени“, здесь доведено до полнейшего совершенства — триумф уныния», — подытожили авторы статьи. Отдельно была отмечена «примитивная до невозможности» боевая система, из-за которой «в ста процентах случаев побеждает тот, кто ударил раньше и не переставал монотонно махать шашкой».

Да, здесь есть атмосфера — создаваемая прежде всего музыкой и роликами. Остальное не то чтобы совсем убого, но имени серии, знакомой многим с детства, определённо не достойно.— «Лучшие компьютерные игры»
Павел Коротов (Absolute Games), в отличие от своих коллег по перу, остался доволен работой виртуальной камеры, заметив, что движется она аккуратно, старается не проходить через стены и, как правило, выбирает хороший ракурс. «На что под этим ракурсом смотреть — уже другой разговор», — пишет рецензент, жалуясь на скучные интерьеры и графические огрехи. Бои на мечах рецензент назвал самыми увлекательными моментами игры, попутно обратив внимание на их визуальное сходство с мангой, причём Коротов также усмотрел японский стиль в оформлении меню и внешности героя.
«Теперь очевидно, что ребята из Red Orb больше рассчитывали на славу предыдущих частей, чем на собственные силы», — рассудил Коротов, ссылаясь на многочисленные недостатки и недоработки в игре. «Нет, над POP3D трудились не отпетые вандалы, — в свою очередь заметил Владимир Рыжков („Навигатор игрового мира“). — Игра явно создавалась из лучших побуждений и в расчёте вызвать у нас самые тёплые чувства». По мнению рецензента, разработчики переоценили свои возможности, и «вместо нового взгляда на любимую с детства игру мы получили тянущуюся от уровня к уровню вопиющую заурядность». «Игра получилась довольно стильной, но скучной и отстающей от лидеров жанра по всем параметрам», — заключил рецензент. Схожий итог подвёл и Павел Коротов: «В новой игре нет ни намёка на новизну или оригинальность. Это всего лишь красочная, трёхмерная тень классики жанра».
Неизвестный рецензент журнала «Хакер» под псевдонимом Харон ибн Похорон, обозревая Prince of Persia 3D в рамках рубрики «Крематорий», отозвался об игре крайне пренебрежительно. Особой критике, не стесняясь в выражениях, автор подверг «невероятно тормознутый движок» и камеру, часто теряющую героя из виду. Половину прыжков приходится совершать вслепую, сокрушается рецензент, потому что «камера хрен где ошивается и только в последний момент издевательски показывает, что ты уже пробежал за край выступа, не нажав клавишу прыжка, и теперь птицей летишь в пропааааасть!».

Этакий тумборайдерствующий Гексен. Сплошная череда нажимательно-прыжковых головоломок, перемежающихся туповатыми схватками на мечах. Нудновато, хотя и колоритно.— «Хакер»

### Комментарии
1. ↑  В целом ряде источников[3][4][p 3][p 4] Red Orb указана и как издатель игры, что, видимо, указывает на первоначальные планы компании по самостоятельному выпуску игры
2. ↑  Причём многие из ловушек искусно замаскированы, и незаметны до тех пор, пока не сработают, что подразумевает прохождение методом проб и ошибок.
3. ↑  В руководстве к игре имеется раздел, освещающий характеристики основных эликсиров.
4. ↑  Имя протагониста не упоминается ни в одной из игр франшизы.
5. ↑  Запуск игры на более поздних версиях Windows сопряжён с многочисленными проблемами несовместимости.
6. ↑  Данное мнение, утвердившееся после провала игры, высказывалось вплоть до выхода в 2003 году Prince of Persia: The Sands of Time, ознаменовавшей перезапуск серии и положившей начало новой трилогии о Принце[p 24].
7. ↑  Двухминутный анимационный ролик, демонстрирующий сюжетную завязку игры.
8. ↑  С этим высказыванием перекликается отзыв Александра Башкирова (Game.EXE): «Сам Принц — ну просто ниндзя, да и только, весь замотан в кожаные доспехи»[p 23]. Автор другой рецензии, опубликованной на страницах русской версии журнала PlayStation: The Official Magazine, также просматривает черты ниндзя в протагонисте[p 26].

#### Электронные издания
1. ↑  Prince of Persia 3D (англ.). Prince of Persia 3D. Архивировано из оригинала 31 марта 2008 года.
2. ↑  Red Orb presents — Prince of Persia 3D (англ.). Prince of Persia 3D (1999). Архивировано из оригинала 14 апреля 2001 года.
3. 1 2  Mandel, Bob. Prince of Persia 3D (англ.). The Adrenaline Vault (28 октября 1999). Архивировано из оригинала 31 августа 2006 года.
4. 1 2  Randell, Kim. Prince of Persia 3D (англ.). Computer and Video Games (15 августа 2001). Архивировано из оригинала 28 января 2007 года.
5. ↑  Kennedy, Sam. Prince of Persia heads to PlayStation (англ.). GameSpot (21 мая 1999). Дата обращения: 6 марта 2016. Архивировано 7 марта 2016 года.
6. ↑  Video Game Graveyard (англ.). The Official PlayStation Museum (19 ноября 2013). — page 3. Дата обращения: 26 апреля 2018. Архивировано 26 апреля 2018 года.
7. ↑  Prince Of Persia 3D (Jewel Case) — PC (англ.). Amazon.com. Дата обращения: 3 марта 2016. Архивировано 7 ноября 2015 года.
8. ↑  Prince of Persia 3D (XXI век). «База пиратских изданий». Old-Games.RU (25 ноября 2014). Дата обращения: 22 марта 2016. Архивировано из оригинала 22 марта 2016 года.
9. ↑  Prince of Persia 3D (7-й волк). «База пиратских изданий». Old-Games.RU (24 апреля 2014). Дата обращения: 22 марта 2016. Архивировано из оригинала 22 марта 2016 года.
10. ↑  Neo. Prince of Persia 3D: Русская версия, 2CD в 1. «Русефекации». Absolute Games (6 ноября 1999). Дата обращения: 25 февраля 2016. Архивировано из оригинала 25 февраля 2016 года.
11. ↑  Synopsis (англ.). Prince of Persia 3D. Архивировано из оригинала 25 октября 2007 года.
12. ↑  Мекнер, Джордан. Revisiting The Shadow and the Flame (англ.). Jordan Mechner (11 апреля 2013). Дата обращения: 19 апреля 2016. Архивировано из оригинала 19 апреля 2016 года.
13. ↑  Weapons — Intro (англ.). Prince of Persia 3D. Архивировано из оригинала 25 октября 2007 года.
14. ↑  Weapons — The Staff (англ.). Prince of Persia 3D. Архивировано из оригинала 26 октября 2007 года.
15. ↑  Prince of Persia 3D Target Technical Specifications (англ.). Prince of Persia 3D. Архивировано из оригинала 26 октября 2007 года.
16. 1 2  Making (англ.). Prince of Persia 3D. Архивировано из оригинала 14 апреля 2001 года.
17. ↑  Sones, Benjamin E. Prince of Persia 3D (англ.). Computer Games Strategy Plus (1 июля 1999). Архивировано из оригинала 5 апреля 2005 года.
18. ↑  Prince of Persia 3D Interview (англ.). Gaming Entertainment Monthly. — page 2. Архивировано из оригинала 2 мая 2002 года.
19. ↑  Bergerud, John. Prince of Persia 3D (англ.). Gamer’s Alliance (20 мая 1999). Архивировано из оригинала 2 февраля 2001 года.
20. ↑  The Prince of Persia 3D FAQ (англ.). Prince of Persia 3D. Архивировано из оригинала 11 апреля 2001 года.
21. ↑  Brøderbund Software History (англ.). Funding Universe. Дата обращения: 5 апреля 2016. Архивировано из оригинала 5 апреля 2016 года.
22. ↑  Collura, Scott; Buchanan, Levi; McLaughlin, Rus. IGN Presents: The History of Prince of Persia (англ.). IGN (18 мая 2010). — page 2. Дата обращения: 24 апреля 2016. Архивировано 29 апреля 2014 года.
23. ↑  Yans, Cindy. Formerly known as Prince (англ.). Computer Games Strategy Plus (15 апреля 1998). Архивировано из оригинала 5 апреля 2005 года.
24. ↑  Mullen, Micheal. Prince of Persia back in 3D (англ.). GameSpot (15 апреля 1998). Дата обращения: 11 марта 2016. Архивировано 7 апреля 2016 года.
25. ↑  Freeman, Miller. ECTS 98: Hundreds of new titles are set for European debut at Europe’s biggest event for the interactive entertainment industry (англ.). PR Newswire UK[англ.]. Дата обращения: 6 марта 2016. Архивировано из оригинала 6 марта 2016 года.
26. ↑  Mandel, Bob. Featured Game — Prince of Persia 3D (англ.). The Adrenaline Vault. — page 5. Архивировано из оригинала 12 января 2005 года.
27. ↑  Prince of Persia: Arabian Nights (англ.). GameRankings. Дата обращения: 23 марта 2016. Архивировано из оригинала 23 марта 2016 года.
28. ↑  Prince of Persia 3D for PC (англ.). GameRankings. Дата обращения: 9 декабря 2019. Архивировано из оригинала 9 декабря 2019 года.
29. ↑  Prince of Persia 3D (Dreamcast) (англ.). MobyGames. Дата обращения: 27 октября 2018. Архивировано 27 октября 2018 года.
30. 1 2  Prince of Persia 3D (Windows) (англ.). MobyGames. Дата обращения: 30 августа 2019. Архивировано 30 августа 2019 года.
31. ↑  Thompson, Jon. Prince of Persia: Arabian Nights (англ.). AllGame. Архивировано из оригинала 12 декабря 2014 года.
32. ↑  House, Michael L. Prince of Persia 3D (англ.). AllGame. Архивировано из оригинала 12 декабря 2014 года.
33. ↑  Bauman, Steve. Prince of Persia 3D (англ.). Computer Games Strategy Plus (26 сентября 1999). Архивировано из оригинала 5 апреля 2005 года.
34. ↑  Liu, Johnny. Prince of Persia 3D review for the PC (англ.). Game Revolution. Архивировано из оригинала 19 июля 2008 года.
35. ↑  Dulin, Ron. Prince of Persia 3D review (англ.). GameSpot (17 сентября 1999). Дата обращения: 19 февраля 2016. Архивировано из оригинала 30 октября 2015 года.
36. ↑  Dunham, Jeremy. Prince of Persia: Arabian Nights (англ.). IGN (20 декабря 2000). Дата обращения: 22 марта 2016. Архивировано 3 января 2013 года.
37. 1 2  Ward, Trent C. Prince of Persia 3D (англ.). IGN (24 сентября 1999). Дата обращения: 23 октября 2015. Архивировано 29 июня 2013 года.
38. ↑  Гиллен, Кирон. Prince of Persia 3D (англ.). PC Gamer (UK) (ноябрь 1999). Архивировано из оригинала 22 марта 2002 года.
39. ↑  Чик, Том. Prince of Persia 3D (англ.). CNET Gamecenter (30 сентября 1999). Архивировано из оригинала 17 апреля 2001 года.
40. ↑  Sluganski, Randy. Prince of Persia 3D (англ.). Just Adventure[англ.]. Архивировано из оригинала 11 октября 2011 года.
41. ↑  Vargas, J. M. Prince of Persia: Arabian Nights (англ.). DC Swirl (6 апреля 2001). Архивировано из оригинала 6 июня 2001 года.
42. ↑  Cork, Jeff. Prince of Persia: Arabian Nights (англ.). GamerWeb (19 декабря 2000). Архивировано из оригинала 10 марта 2002 года.
43. 1 2 3  Коротов, Павел. Обзор игры Prince of Persia 3D. Absolute Games (19 сентября 1999). Дата обращения: 19 февраля 2016. Архивировано из оригинала 19 февраля 2016 года.
44. ↑  Plunkett, Luke. The Ugly Duckling of the Prince of Persia Series (англ.). Kotaku (29 марта 2012). Дата обращения: 9 мая 2016. Архивировано из оригинала 9 мая 2016 года.

#### Печатные издания
1. ↑  Eberly, David H. Chapter 4. Scene Graphs // 3D Game Engine Design: A Practical Approach to Real-Time Computer Graphics. — Second Edition. — CRC Press, 2006. — С. 306. — 1040 с. — ISBN 9781482267303.
2. ↑  Teven, Dan. Motivate 1.1: It’s About Character (англ.) // Game Developer : журнал. — Miller Freeman[англ.], 1998. — August. — P. 48—53. — ISSN 1073-922X.
3. 1 2  Olafson, Peter. Review: Prince of Persia 3D (англ.). GamePro (24 ноября 2000). Архивировано из оригинала 13 июня 2008 года.
4. 1 2  Wildgoose, David. Prince of Persia 3D (англ.) // PC PowerPlay[англ.] : журнал. — Next Publishing[англ.], 1999. — December (no. 43). — P. 74—75. — ISSN 1326-5644.
5. 1 2  Роус, Ричард (III). Chapter 18. Interview: Jordan Mechner // Game Design: Theory & Practice. — Second Edition. — Wordware Publishing, 2005. — P. 344—346. — 698 p. — ISBN 1-55622-912-7.
6. ↑  Prince of Persia 3D (англ.) // Next Generation : журнал. — Imagine Media, 1998. — May (vol. 4, no. 41). — P. 71—74. — ISSN 1078-9693.
7. ↑  Дубровская, Наталия. ECTS: вдали от начальства и России // Game.EXE : журнал. — М.: «Компьютерра», 1998. — Октябрь (№ 39). — С. 3—5. — ISSN 1815-2198. Архивировано 6 марта 2016 года.
8. ↑  Ардай, Чарльз. Third person singular (англ.) // Computer Gaming World : журнал. — Ziff Davis, 1999. — December (no. 185). — P. 124, 126. — ISSN 0744-6667. Архивировано 14 мая 2016 года.
9. ↑  Prince of Persia 3D (англ.) // Edge : журнал. — Future Publishing, 1999. — November (no. 78). — P. 80. — ISSN 1350-1593. Архивировано 20 июля 2015 года.
10. ↑  Osborn, Chuck. Prince of Persia 3D (англ.) // PC Accelerator[англ.] : журнал. — Imagine Media, 1999. — December (no. 16). — P. 83. — ISSN 1521-7795.
11. ↑  Гиллен, Кирон. Prince of Persia 3D (англ.). PC Gamer (UK) (ноябрь 1999). Архивировано из оригинала 25 июня 2002 года.
12. ↑  Poole, Stephen. Prince of Persia 3D (англ.). PC Gamer (US) (16 августа 2000). Архивировано из оригинала 19 апреля 2005 года.
13. ↑  Pullin, Keith. Prince of Persia 3D (англ.) // PC Zone : журнал. — Dennis Publishing[англ.], 1999. — December (vol. 12, no. 83). — P. 91. — ISSN 0967-8220.
14. ↑  Ли, Джон. Prince of Persia 3D (англ.) // NextGen : журнал. — Imagine Media, 1999. — December (no. 60). — P. 116. — ISSN 1078-9693.
15. ↑  Chen, Dave. Prince of Persia: Arabian Nights (англ.) // Official Dreamcast Magazine (US)[англ.] : журнал. — Imagine Media, 2001. — March (no. 12). — P. 58. — ISSN 1525-1764.
16. 1 2  Башкиров, Александр. Западня mon amour // Game.EXE : журнал. — М.: «Компьютерра», 1999. — Ноябрь (вып. 52, № 11). — С. 54—56. — ISSN 1815-2198.
17. 1 2  Берновский, Алан. Prince of Persia 3D // «Игромания» : журнал. — М.: «Игромания», 1999. — Октябрь (вып. 25, № 10). — С. 30—32. — ISSN 1560-2583. Архивировано 6 марта 2016 года.
18. 1 2  Рыжков, Владимир. Prince of Persia 3D // «Навигатор игрового мира» : журнал. — М.: «Навигатор Паблишинг», 1999. — Октябрь (вып. 30, № 10). — С. 18—19. — ISSN 1680-3264.
19. 1 2  Назаров, Вячеслав. Последняя жертва трёхмерности // «Страна игр» : журнал. — М.: Gameland, 1999. — Октябрь (вып. 52, № 19). — С. 52—56. — ISSN 1609-1035.
20. 1 2  Харон ибн Похорон. Prince of Persia 3D: Ржач и слёзы // «Хакер» : журнал. — М.: Gameland, 1999. — Октябрь (№ 10). — С. 60—61, 63.
21. ↑  PCXL Awards (англ.) // PC Accelerator[англ.] : журнал. — Imagine Media, 2000. — February (no. 18). — P. 25. — ISSN 1521-7795.
22. ↑  Five to Play (англ.) // Retro Gamer : журнал. — Imagine Publishing, 2013. — February (iss. 112). — P. 93. — ISSN 1742-3155.
23. 1 2  Башкиров, Александр. Не сносить головы // Game.EXE : журнал. — М.: «Компьютерра», 1999. — Октябрь (№ 51). — С. 48—49. — ISSN 1815-2198.
24. ↑  Судаков, Михаил. Принц и Мехнер // Game.EXE : журнал. — М.: «Компьютерра», 2003. — Июнь (вып. 95, № 6). — С. 20—21. Архивировано 25 мая 2016 года.
25. 1 2  Козлов, Артемий; Степанченко, Станислав. Prince of Persia 3D // «Лучшие компьютерные игры» : журнал. — М.: «ТехноМир», 2008. — Июль (№ 80). — С. 150. Архивировано 5 марта 2016 года.
26. ↑  Prince of Persia 3D // PlayStation: The Official Magazine : журнал. — М.: Gameland, 1999. — Ноябрь (вып. 20, № 11). — С. 34—35. Архивировано 13 мая 2016 года.